# 고양이 오르간

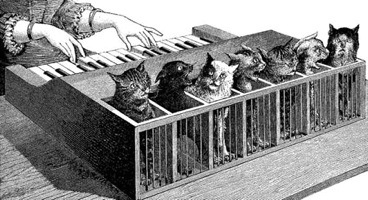
La Nature, 1883

고양이 오르간 또는 고양이 피아노는 각기 다른 음계의 고양이들을 일렬의 순서대로 배열한 악기이다. 각 건반은 고양이의 꼬리와 연결되어 있어 누를 때마다 꼬리를 잡아당겨 고양이들이 고통스러운 비명을 질려 음색을 이룬다. 이 악기가 실제로 존재했다는 공식적인 기록은 없고 기괴한 컨셉의 문학에만 남아 있다. 이 악기는 프랑스의 작가 장바티스트 웨케를랭(Jean-Baptiste Weckerlin)의 저서 Musiciana, extraits d’ouvrages rare ou bizarre(Musiciana, 희귀하거나 기괴한 발명에 대한 설명)에 등장한다.

스페인 국왕 펠리페 2세가 1549년 브뤼셀에서 아버지 카를 5세를 방문했을 때, 서로 축하하며 고유의 행진을 보였다. 가장 특이한 것은 상상할 수 있는 가장 독특한 음악이 흐르는 마차였다. 차에는 곰이 실려 오르간을 연주하고 있었는데, 이 악기는 파이프 대신 열여섯 마리의 고양이가 몸이 고정된 채 머리를 내밀고 있었다. 꼬리는 튀어나와 피아노의 현과 연결되어 있고, 키보드의 건반을 누를때마다 꼬리를 힘것 잡아당겨 야옹거리는 소리를 냈다. 역사학자인 주앙 크리스토바 칼베테에 의하면 고양이들은 옥타브의 음표에 따라 정확하게 정렬되어 있다고 한다...(내생각엔 반음단위로)

또한 독일인 의사 요한 크리스티안 레일(Johann Christian Reil, 1759-1813)은 이 악기를 관심을 집중할 수 없는 환자들의 치료 수단으로 사용하려고 했다. 그들에게 이 악기를 보고 듣는것을 강요한다면, 반드시 그들의 관심을 이끌어낼 수 있을 것이고 치료할 수 있을것이라 믿었다.(Richards, 1998)
고양이 오르간은 2010년에 런던에서 웨일스 공 찰스가 주최한 가든 파티에서 장난감을 사용한 것으로 재현되어 헨리 더그에 의해 Over the Rainbow가 연주되기도 했다.

## 같이 보기
- 테리 존스